# Trofeo de la Copa Libertadores
El trofeo de la Copa Libertadores de América, o simplemente la Libertadores, es un trofeo que se entrega a los ganadores de la Copa Libertadores por la Conmebol. Desde el inicio de la Copa Libertadores en 1960, diversos trofeos diferentes han sido usados, con la condición de que el equipo que ganase el certamen 3 veces seguidas se los pudiese quedar a perpetuidad. Por esta razón, Estudiantes de La Plata ganó el primer trofeo definitivamente en la Copa de 1970, haciendo necesaria la creación de un reemplazo. Poco después el Club Atlético Independiente ganó la segunda versión de la Copa de 1974. El ciclo de trofeo actual reemplazó a la ganada por el Independiente, instaurado por primera vez en la Copa de 1975.

## Historia
La idea de otorgar un trofeo estándar a cada ganador de la Copa Libertadores fue del peruano Teófilo Salinas, un miembro del comité ejecutivo de la CONMEBOL. Mediante la colaboración de entre 10 y 12 artesanos, el trofeo original fue diseñado en 1959 por Alberto de Gasperi, un inmigrante italiano, que administraba una tienda de artesanos en Lima, Perú llamado Joyería Camusso. Fundada en 1933, esta joyería todavía se encuentra en la Avenida Colonial de la misma ciudad. Gasperi comentó:

Él nos dio una idea, hicimos un dibujo, lo rechazó, hicimos otro, le gustó. Lo que más tardó fue la aprobación. Cuando no le gustaba había que volverla a pensar. Como decimos en la jerga de la platería, tenía que “pagar el ojo”. Cuando Salinas vio el resultado final, quedó encantado.

El trofeo original fue confeccionado con varias piezas de plata esterlina, diseñado para representar la forma redonda de un balón. Este está compuesto por dos piezas unidas en una intersección cubierta por un listón, que inicialmente estaba destinado a incluir los nombres de los clubes campeones. Sin embargo, al comprobar que el espacio era insuficiente, se optó por grabar la leyenda “Campeonato de Campeones de Fútbol de Sudamérica”.
Según sus creadores, el trofeo simboliza "la dualidad del fútbol, combinando arte y calle". La figura humana ubicada en la parte superior del trofeo fue tomada de un diseño utilizado en copas de bronce, comúnmente vendidas en tiendas para torneos escolares en Lima. Curiosamente, esta figura es la única pieza del trofeo que no está hecha de plata, sino de bronce recubierto en plata.

En la mitad superior de la esfera, se encuentran grabados los escudos de los países miembros de la CONMEBOL. Por su parte, en un lado de la mitad inferior, está representado un mapa de Sudamérica que incluye en su interior las siglas CSF, correspondientes a "Confederación Suramericana de Fútbol", el nombre oficial de la CONMEBOL.

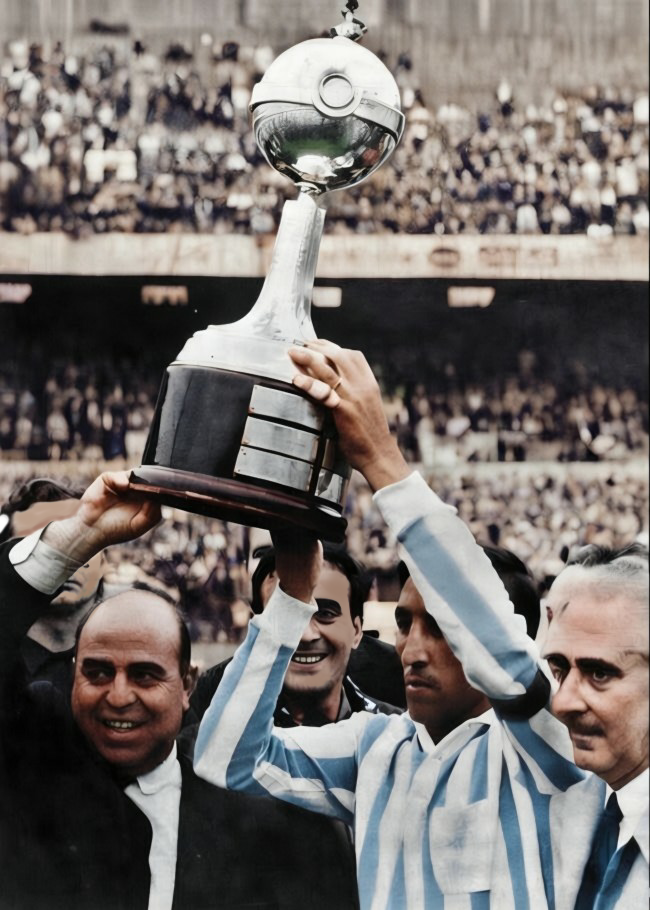
Racing Club, primer campeón del trofeo con pedestal.

Originalmente, el trofeo no contaba con el pedestal de madera que hoy lo caracteriza. Este fue incorporado recién en 1967. Aunque en 1982 se realizaron modificaciones, como el cambio de base y la reubicación de las placas, el borde del pedestal se completó en 1994, pero los campeones continuaban sumándose sin que el tamaño del pedestal se ajustara a estas necesidades.
Finalmente, en 2004, la Copa estrenó un nuevo pedestal diseñado con espacio suficiente para varios campeones y con todas sus placas organizadas en su lugar. Pero esto duró poco debido a un accidente en los festejos de la consagración del Once Caldas en julio del 2004. Esta edición quedó marcada cuando el viejo trofeo, luego de haber pasado de año en año en mano de gloriosos jugadores, terminó hecho pedazos cuando a Herly Alcázar, jugador del Once Caldas, se le cayó de la mano. Su reparación fue encargada a la empresa Alzaimagen de Chile. Entre las diferencias del actual a la original, se encuentra que las asas son más grandes, y el hombre patea a la izquierda y no como antes, a la derecha.
Sin embargo, en 2009, el trofeo fue renovado con una nueva base y placas estandarizadas de plata. Estas placas, todas del mismo tamaño, llevan el nombre y el escudo de cada club campeón. Cada vez que un equipo se consagra como nuevo ganador, se coloca la placa correspondiente antes de la entrega del trofeo. Su peso es de 10,25 kilos y mide 98 centímetros, de los cuales 63 cm son de plata 925 y 35 cm de madera de cedro.

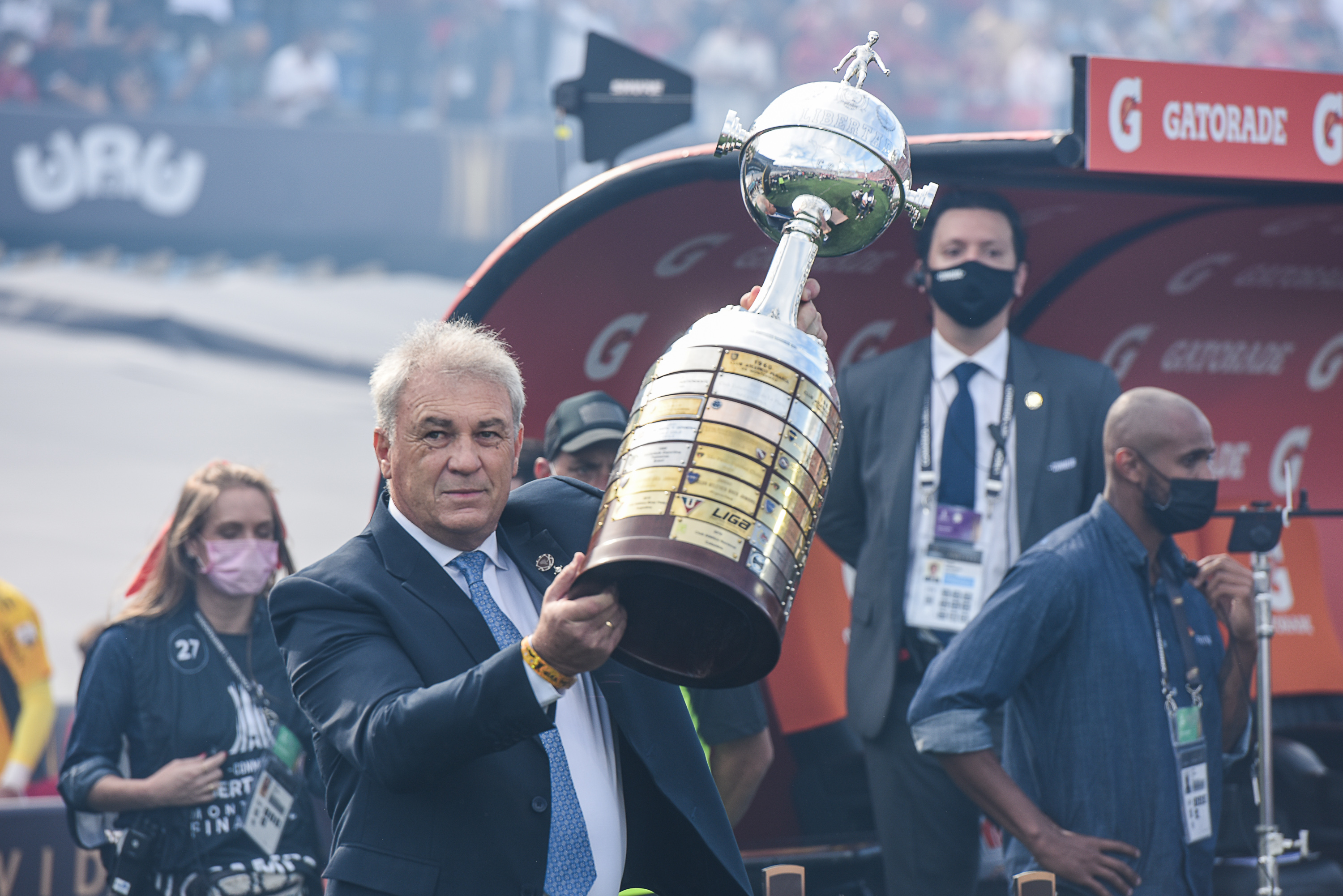
Copa restaurada en 2021 en manos de Nery Pumpido.

El 24 de noviembre de 2021, en el marco de la final de ese año celebrada en Montevideo, Uruguay, la Conmebol anunció a través de un video en su cuenta oficial de YouTube que el trofeo utilizado entre 2004 y 2008 había sido nuevamente restaurado. A lo largo de su historia, el diseño original del trofeo se había ido perdiendo debido a múltiples modificaciones. Por ello, esta restauración buscó recuperar la esencia del diseño original.
El trabajo fue realizado por la Joyería Camusso de Lima, Perú, el lugar donde se creó el trofeo por primera vez. Utilizando el molde original de 1960 y los mismos materiales (plata sterling 925 y bronce), se logró replicar fielmente la copa original, preservando sus detalles y molduras. Además, se restauró la base y se reincorporaron las chapas originales que colocaban los clubes campeones, tarea también llevada a cabo por la misma joyería. Este renovado trofeo fue alzado por Palmeiras, campeón de aquel año. Con la última restauración el trofeo está programado para ser llenado por la edición de 2031.

## Diseño
El trofeo está dividido en 2 partes: el pedestal de madera y la parte superior de plata. Originalmente fue concebido en la Joyería Camusso de Lima, Perú.

### Parte Superior

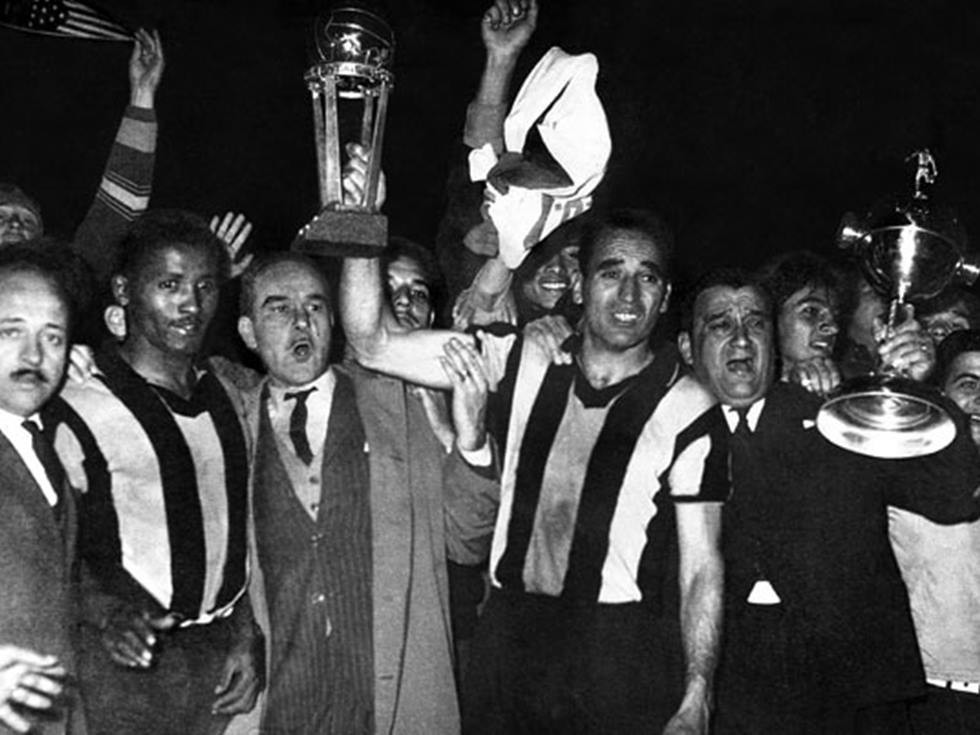
A la derecha el trofeo sin base de la Copa de Campeones de América 1961 obtenido por Peñarol.

La parte superior establecida en la primera edición de la competición puede separarse en otras dos partes: el cuello y la esfera superior.
La esfera simboliza el mundo y a sus costados tiene dos asas escalonadas a tres niveles que simbolizan el estadio, las tribunas y el campo de juego, las asas originalmente tenían un calado en la parte exterior; entre las asas hay una banda horizontal que originalmente llevaba la inscripción de Campeonato de Campeones de Fútbol de Sudamérica.
Encima de la esfera hay un pequeño jugador que representa al futbolista sudamericano dando el puntapié de inicio del partido con una patada de pie derecho, el mismo estaba hecho de bronce bañada en plata, siendo la única pieza metálica que no es de plata. La esfera está detallada con los escudos nacionales de los países miembros de CONMEBOL y la silueta de Sudamérica.
El cuello une a la esfera superior con el pedestal y eleva al futbolista sudamericano a la cima, la misma cuenta con ornamentos esculpidos de manera artesanal por los diseñadores originales en Perú.
Las piezas originales se mantuvieron hasta el acondicionamiento del trofeo en el año 2004 cuando en las celebraciones del título conquistado por Once Caldas el trofeo sufrió serios daños que ocasionó que muchas piezas se perdieran. Tras esta situación la CONMEBOL restauró el trofeo con una compañía chilena llamada Alzaimagen, pero con cambios en la esfera superior.
El nuevo trofeo tenía detalles que diferenciaban de su versión original, la esfera era de un tamaño menor, el jugador ahora pateaba con la pierna izquierda y las piezas metálicas fueron realizadas en acero inoxidable en lugar de plata. Otros de los detalles que cambió a partir de 2005 fue en la  banda horizontal entre las asas que pasó a llevar la inscripción de Copa Libertadores y las mencionadas asas que pasaron a ser más grandes y sin el calado exterior.
En el año 2021, la CONMEBOL restauró el trofeo con las molduras originales del taller de Perú en el que fue concebido el trofeo recuperando la mayoría de sus características iniciales; los únicos detalles que no se recuperaron tras la restauración son el de la inscripción de Copa Libertadores en lugar de Campeonato de Campeones de Fútbol de Sudamérica en la banda horizontal sobre la esfera superior, y el calado en las parte externas de las asas.
Tras la restauración, la parte superior quedó con una forma de tipo cúbica redondeada, en lugar de la forma esférica característica. Esto fue corregido con los retoques de 2024.

### Pedestal

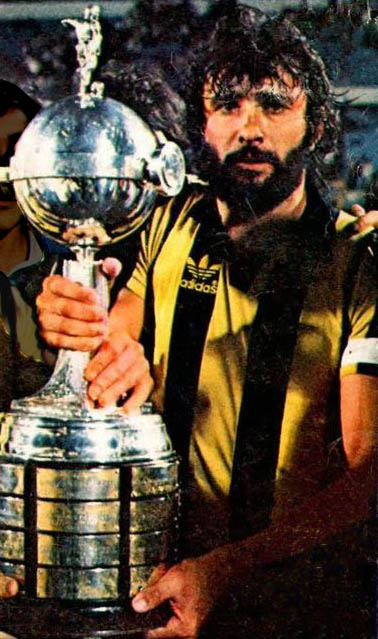
Peñarol, primer campeón del trofeo con pedestal de 4 filas en 1982.

Originalmente, el trofeo no contaba con una base con las placas con los campeones de la competición, no fue hasta 1967 que apareció por primera vez. A partir de aquel año se mostró por primera vez un pedestal de cedro con espacio para 21 placas ubicadas en siete columnas de 3 placas cada una. La misma contaba con un calado horizontal en la madera a lo ancho de la base entre cada uno de los tres niveles de placas.
Tras el título de Flamengo en 1981, el trofeo apareció con la base aumentada con espacio para otra fila de placas. En 1987, el pedestal quedó completamente lleno, una solución rápida fue que los equipos colocaran sus chapitas en el borde del pedestal. El primer equipo en colocar su entorchado allí fue Nacional, campeón de la Copa de 1988.
En 2004 hubo un acondicionamiento del trofeo que consistió en agrandar la base y reubicar las placas en cinco filas horizontales de 8 placas cada una con espacio para ser completado en 2023. Sin embargo, para la quincuagésima edición del torneo realizada en 2009, se reemplazó por una base más grande con nuevas placas estandarizadas con el nombre del equipo campeón, el escudo y el país. La nueva base tenía espacio para un total de 63 placas ubicadas en 7 filas horizontales con 9 placas cada una a completar en 2022.
En 2021, en vísperas de la final de aquel año, la CONMEBOL anunció que había restaurado la base utilizada entre 2004 y 2008 recuperando la madera y las placas originales que durante ese lapso habían estado en el museo de la institución. La base fue completada en 2023 y al año siguiente se anunció que la base del trofeo fue ampliada de ocho a nueve filas, lo que permitirá inscribir los nombres de ocho campeones adicionales, extendiendo su capacidad hasta la edición 2031.

#### Placas

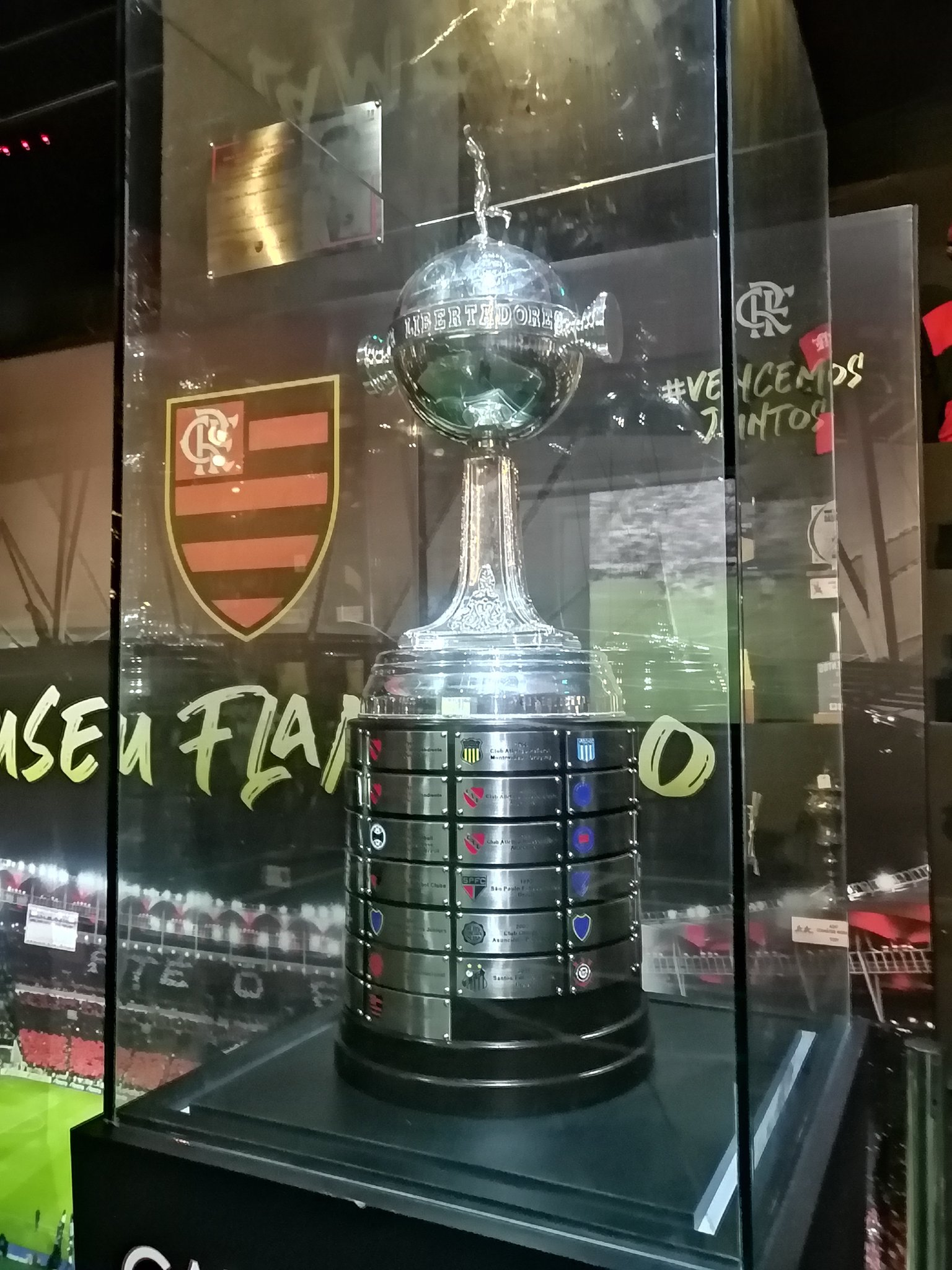
Trofeo de 2019 con placas estandarizadas en el Museo de Flamengo.

Las placas (también llamadas chapas, chapitas o insignias) originales fueron hechas de metal y se fijaron en la base de la copa con el fin de reseñar los ganadores del título. Las placas precisaban: el año de la edición, el nombre y el escudo del club, y el nombre del país de los ganadores; por ejemplo: "1960, Peñarol (URU)". Inicialmente las placas eran de oro, plata o bronce de acuerdo a la preferencia del club; y tenían distinto tamaño. Hasta 2008 cada campeón se encargaba de confeccionar su propia placa por lo que la mayoría eran disimiles entre sí, tanto en tamaño, como material y diseño de las mismas.
Con la modificación de la base del 2009 las placas fueron estandarizadas, eran todas de plata y del mismo tamaño (la única excepción fue la placa del 2018, dada la magnitud de la final de ese año, la placa fue de oro en vez de plata), mostrando el año del triunfo, el nombre completo del club ganador, la ciudad y el país de donde proviene el club; además, a la izquierda de esta información se presentaba el escudo del club.En 2019 todas las placas fueron restauradas por el desgaste que la mayoría presentaba.
Con la restauración de 2021 las placas originales de los campeones volvieron a estar en la base del trofeo.

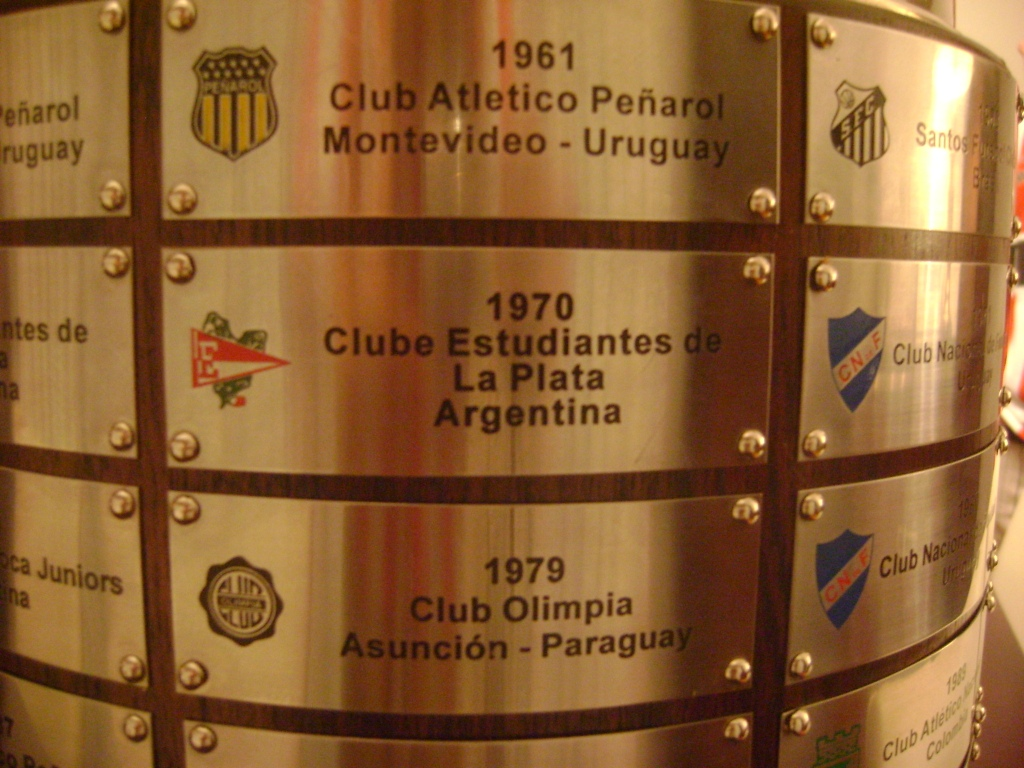
La placa de Estudiantes de La Plata de 1970.

##### Errores
En la modificación del trofeo en 2009, las cuatro placas del Club Estudiantes de La Plata presentaron errores ortográficos. En las placas de 1968, 1969 y 1970 aparecía como Clube Estudiantes de La Plata, mientras que la placa del 2009 figuraba el nombre Club Estudientes de La Plata. Este error fue corregido en 2019.
Por su parte, en una réplica del trofeo exhibida en Moscú durante el Mundial 2018, la placa del LDU de Ecuador, campeón de la Copa Libertadores 2008, lo señala como un equipo peruano. Este error no se percibía en el trofeo original.

### Evolución del trofeo
|            |           |           |           |           |           |            |
| Hasta 1966 | 1967-1981 | 1982-2003 | 2004-2008 | 2009-2020 | 2021-2023 | Desde 2024 |

En cuestiones de diseño, el trofeo contó con siete versiones distintas debido a los cambios en el pedestal, las placas de campeones y la esfera superior. En primera instancia, desde 1960 a 1966, el trofeo solo constaba de la parte superior sin el pedestal de madera instaurado a partir de la edición de 1967.
Entre 1967 y 1981, la CONMEBOL instauró el primer pedestal con espacio para 21 placas de campeón ubicadas de manera vertical en siete columnas de tres placas cada una. La misma fue llenada en 1980 con el título de Nacional.
Tras el título de Flamengo en 1981 y la imposibilidad de incorporar su placa de campeón, en 1982 hubo un cambio en el pedestal para incluir una nueva fila de placas, ubicadas en siete columnas de 4 placas cada una ubicadas de manera vertical. La misma se completó en 1987 y los campeones empezaron a colocar sus placas en el borde de la base a partir de 1988. Este formato continuó hasta 2003, pese a que en 1997 fue completamente ocupada.
En 2004, se agrandó la base, se ubicaron las placas faltantes y fueron ordenadas en filas horizontales con espacio a ser completado en 2023, sin embargo, solo continuó hasta 2008. Durante este periodo se produjeron serios daños en la esfera superior en los festejos de Once Caldas tras la obtención del título, luego de la restauración realizada por una empresa chilena se perdieron piezas originales que no fueron recuperadas hasta la restauración de 2021.
En 2009, la CONMEBOL realizó un nuevo trofeo con placas de plata estandarizadas y una nueva base con espacio para ser completado en 2022, aunque se utilizó por última vez en 2020. En 2019 se cambiaron las placas de campeón producto del desgaste de las instaladas en 2009.
En 2021, se restauró el trofeo utilizado entre 2004 y 2008 recuperando las placas y la moldura de las piezas superiores originales. En esta restauración quedó deformada la parte superior, originalmente era de una forma esférica, pero tras la intervención quedó más cercana a un cubo redondeado. La base se completó en 2023.
Para la edición 2024 se amplió el pedestal con una nueva fila con espacio hasta 2031, además se corrigió la forma de la esfera superior.

## Premios complementarios

### Plato

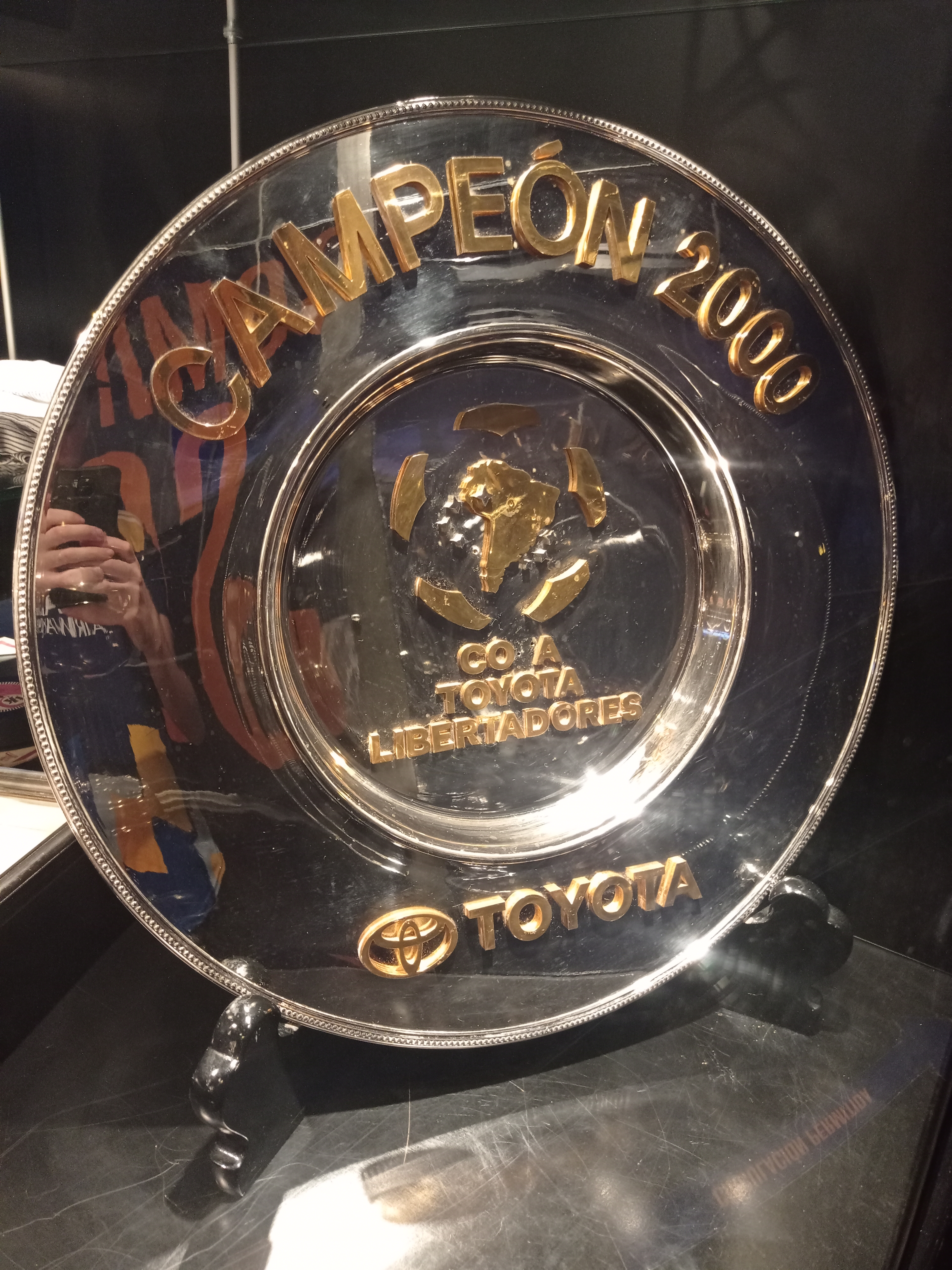
Primera versión del plato de campeón en el museo de Boca Juniors.

Un "premio" separado fue dado por Toyota Motor Corporation para el eventual campeón de Copa Libertadores en la ceremonia de premiación. Un plato de oro se introdujo en 1998 por parte de Toyota, desde que la competición fue patrocinada por Toyota Motor Corporation hasta el 2007, por lo que la competición era conocida oficialmente como Copa Toyota Libertadores. El plato dorado contiene la frase "CAMPEÓN X" en la parte superior (la X representa la edición ganada), el logotipo de la competencia en el medio, el logo de Toyota y la palabra "Toyota" en la parte inferior. Dado que Toyota dejó de ser el principal patrocinador de la Copa Libertadores, este plato dejó de ser otorgado a los campeones.
El plato volvió a ser entregado desde el 2017 hasta el 2022, en esta ocasión bajo el patrocinio del Bridgestone. A diferencia del plato entregado por Toyota, el plato entregado por Bridgestone era de plata, en la parte superior contiene el nombre logotipo de Bridgestone, el logotipo de la competencia en el medio, y la frase "CAMPEÓN X" (la X representa la edición ganada). Dado que Bridgestone dejó de ser el principal patrocinador de la Copa Libertadores, este plato dejó de ser entregado a los campeones.
El plato nuevamente volvería a ser entregado a partir del 2023, pero esta vez sería la misma CONMEBOL quien se encargaría de entregar el plato — que está hecho de plata— al campeón. A diferencia de los platos entregados por Toyota y Bridgestone, en la parte superior del plato no contiene ninguna inscripción, en la parte del medio aparece el logotipo de la competición, y en la parte inferior la frase "CAMPEÓN X" (la X representa la edición ganada).

### Llama
Un premio diferente fue entregado por el Banco Santander el cual consistía en el logo del propio patrocinador (Banco Santander) el cual era una lengua de fuego que es de plata la cual le fue entregada al equipo campeón. Este premio se entregó desde el 2009 hasta el 2012. Debido a que Santander dejó de ser el patrocinador principal de la Copa Libertadores, la lengua de fuego dejó de ser entregada a los equipos campeones.

## Clubes galardonados con el trofeo
Cada club campeón recibe una réplica oficial por parte de la Conmebol, el cual pueden tener en sus respectivas salas de trofeos, o para mostrar al público. Un club se queda con el trofeo de forma permanente si gana tres torneos consecutivos.
Solamente dos clubes tienen el honor de poseer la copa permanentemente:
- Estudiantes de La Plata, luego del tricampeonato obtenido entre 1968, 1969 y 1970. Desde entonces, han ganado el trofeo una vez más, en 2009.
- Independiente, luego del tricampeonato obtenido entre 1972, 1973 y 1974. Desde entonces, han ganado el trofeo dos veces más, en 1975 y 1984.

Independiente es el único equipo en haber tenido alguna vez los tres trofeos.

### Primer trofeo (1960-1970)

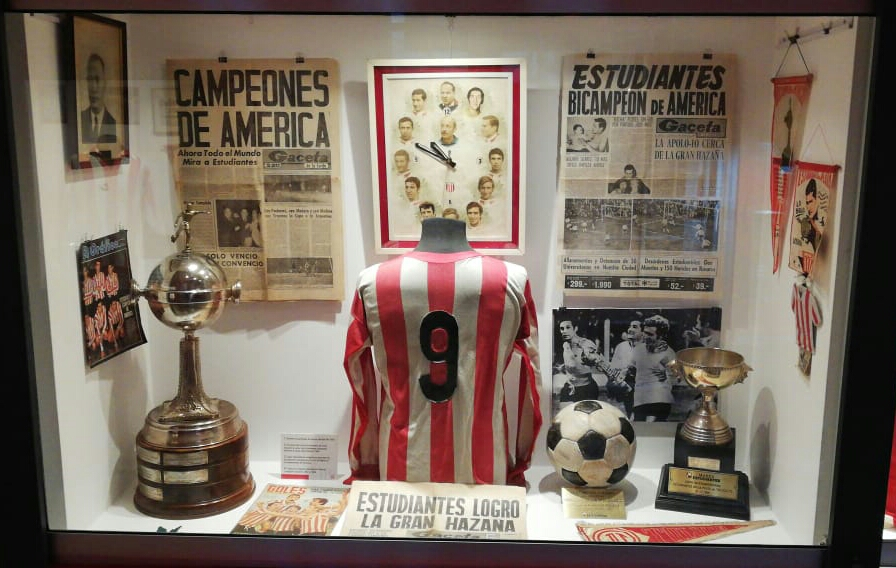
Estudiantes de La Plata, conserva a perpetuidad el trofeo original en su museo.

| Equipo           | Campeonatos | Subcampeonatos | Ediciones ganadas | Ediciones perdidas |
| ---------------- | ----------- | -------------- | ----------------- | ------------------ |
| Peñarol          | 3           | 3              | 1960, 1961, 1966  | 1962, 1965, 1970   |
| Estudiantes (LP) | 3           | 0              | 1968, 1969, 1970  | —                  |
| Santos           | 2           | 0              | 1962, 1963        | —                  |
| Independiente    | 2           | 0              | 1964, 1965        | —                  |
| Racing Club      | 1           | 0              | 1967              | —                  |
| Nacional         | 0           | 3              | —                 | 1964, 1967, 1969   |
| Palmeiras        | 0           | 2              | —                 | 1961, 1968         |
| Olimpia          | 0           | 1              | —                 | 1960               |
| Boca Juniors     | 0           | 1              | —                 | 1963               |
| River Plate      | 0           | 1              | —                 | 1966               |

### Segundo trofeo (1971-1974)

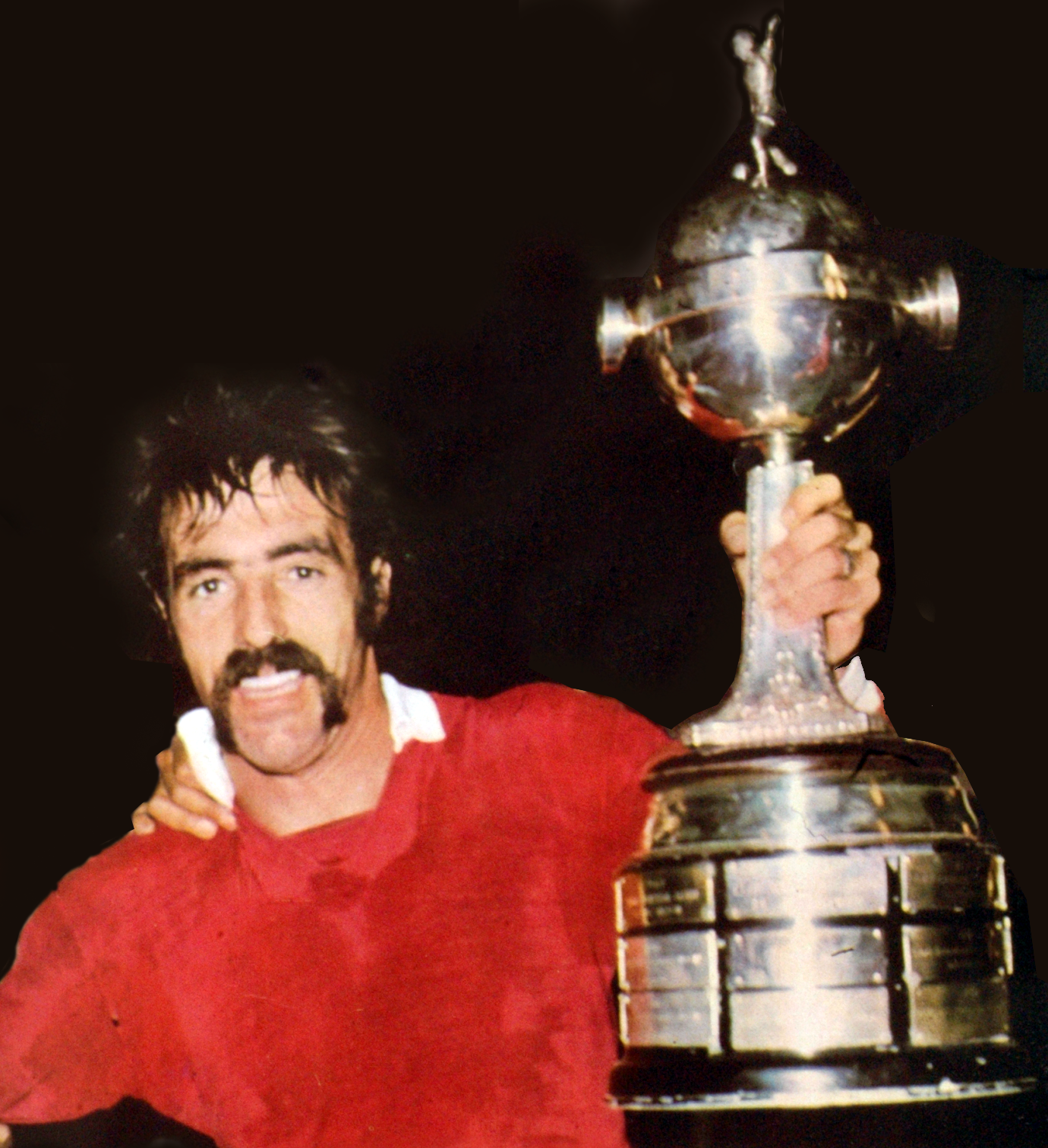
Ricardo Pavoni, celebrando el tricampeonato de Independiente en 1974.

| Equipo           | Campeonatos | Subcampeonatos | Ediciones ganadas | Ediciones perdidas |
| ---------------- | ----------- | -------------- | ----------------- | ------------------ |
| Independiente    | 3           | 0              | 1972, 1973, 1974  | —                  |
| Nacional         | 1           | 0              | 1971              | —                  |
| Estudiantes (LP) | 0           | 1              | —                 | 1971               |
| Universitario    | 0           | 1              | —                 | 1972               |
| Colo-Colo        | 0           | 1              | —                 | 1973               |
| São Paulo        | 0           | 1              | —                 | 1974               |

### Trofeo actual (Desde 1975)

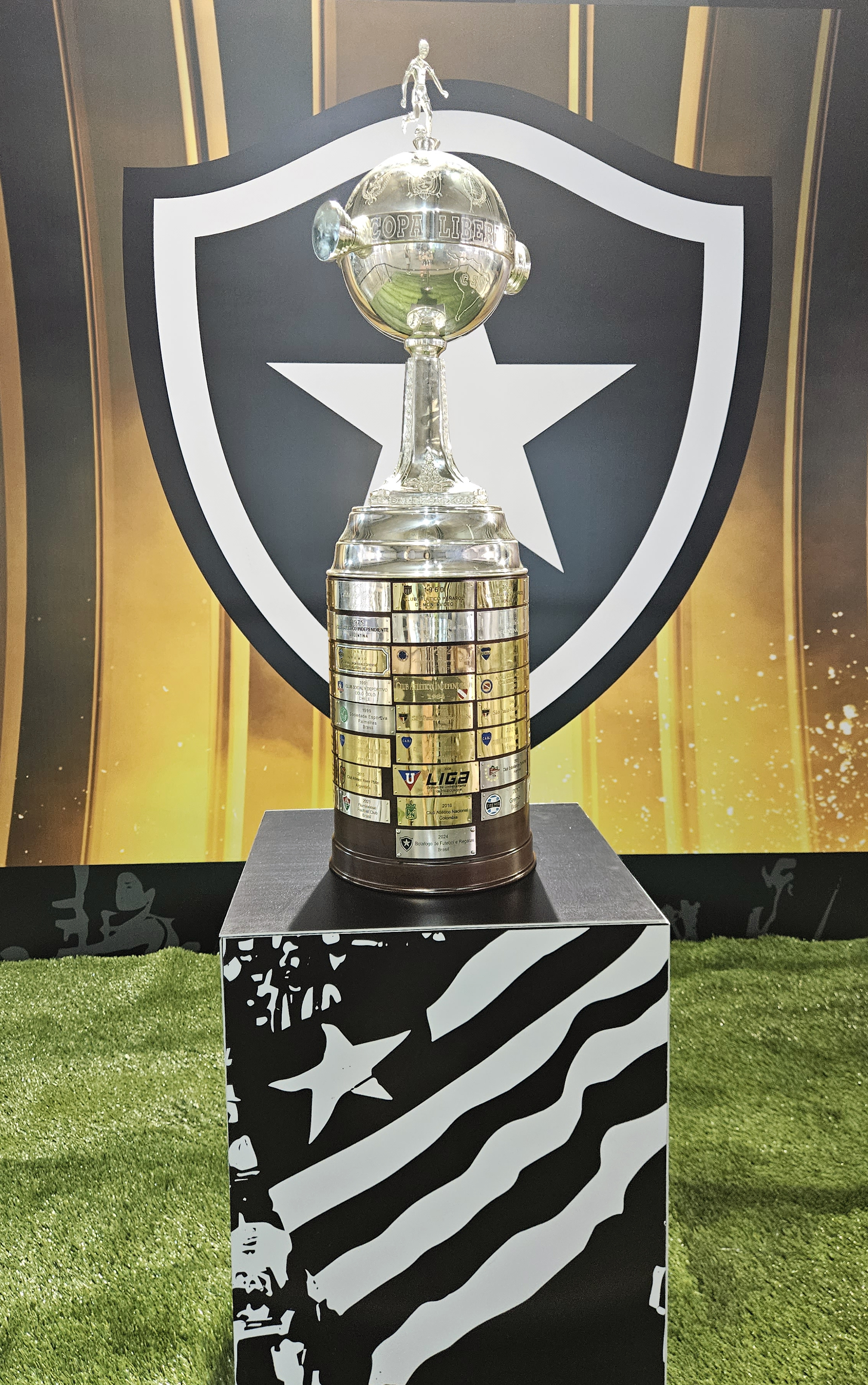
Trofeo disputado en la actualidad.

| Equipo                  | Campeonatos | Subcampeonatos | Ediciones ganadas                  | Ediciones perdidas           |
| ----------------------- | ----------- | -------------- | ---------------------------------- | ---------------------------- |
| Boca Juniors            | 6           | 5              | 1977, 1978, 2000, 2001, 2003, 2007 | 1979, 2004, 2012, 2018, 2023 |
| River Plate             | 4           | 2              | 1986, 1996, 2015, 2018             | 1976, 2019                   |
| Olimpia                 | 3           | 4              | 1979, 1990, 2002                   | 1960, 1989, 1991, 2013       |
| Palmeiras               | 3           | 3              | 1999, 2020, 2021                   | 1961, 1968, 2000             |
| São Paulo               | 3           | 2              | 1992, 1993, 2005                   | 1994, 2006                   |
| Grêmio                  | 3           | 2              | 1983, 1995, 2017                   | 1984, 2007                   |
| Flamengo                | 3           | 1              | 1981, 2019, 2022                   | 2021                         |
| Peñarol                 | 2           | 2              | 1982, 1987                         | 1983, 2011                   |
| Cruzeiro                | 2           | 2              | 1976, 1997                         | 1977, 2009                   |
| Internacional           | 2           | 1              | 2006, 2010                         | 1980                         |
| Atlético Nacional       | 2           | 1              | 1989, 2016                         | 1995                         |
| Independiente           | 2           | 0              | 1975, 1984                         | —                            |
| Nacional                | 2           | 0              | 1980, 1988                         | —                            |
| Santos                  | 1           | 1              | 2011                               | 2003                         |
| Atlético Mineiro        | 1           | 1              | 2013                               | 2024                         |
| Fluminense              | 1           | 1              | 2023                               | 2008                         |
| Argentinos Juniors      | 1           | 0              | 1985                               | —                            |
| Colo-Colo               | 1           | 0              | 1991                               | —                            |
| Vélez Sársfield         | 1           | 0              | 1994                               | —                            |
| Vasco da Gama           | 1           | 0              | 1998                               | —                            |
| Once Caldas             | 1           | 0              | 2004                               | —                            |
| Liga de Quito           | 1           | 0              | 2008                               | —                            |
| Estudiantes (LP)        | 1           | 0              | 2009                               | —                            |
| Corinthians             | 1           | 0              | 2012                               | —                            |
| San Lorenzo             | 1           | 0              | 2014                               | —                            |
| Botafogo                | 1           | 0              | 2024                               | —                            |
| América de Cali         | 0           | 4              | —                                  | 1985, 1986, 1987, 1996       |
| Cobreloa                | -           | 2              | —                                  | 1981, 1982                   |
| Newell's Old Boys       | -           | 2              | —                                  | 1988, 1992                   |
| Barcelona               | -           | 2              | —                                  | 1990, 1998                   |
| Deportivo Cali          | -           | 2              | —                                  | 1978, 1999                   |
| Athletico Paranaense    | -           | 2              | —                                  | 2005, 2022                   |
| Unión Española          | 0           | 1              | —                                  | 1975                         |
| Universidad Católica    | 0           | 1              | —                                  | 1993                         |
| Sporting Cristal        | 0           | 1              | —                                  | 1997                         |
| Cruz Azul               | 0           | 1              | —                                  | 2001                         |
| São Caetano             | 0           | 1              | —                                  | 2002                         |
| Guadalajara             | 0           | 1              | —                                  | 2010                         |
| Nacional                | 0           | 1              | —                                  | 2014                         |
| Tigres                  | 0           | 1              | —                                  | 2015                         |
| Independiente del Valle | 0           | 1              | —                                  | 2016                         |
| Lanús                   | 0           | 1              | —                                  | 2017                         |

### Títulos totales por equipo
27 clubes han sido campeones al menos una vez del torneo.
| Equipo                  | Títulos | Subcampeón | Años campeón                             | Años subcampeón                    |
| ----------------------- | ------- | ---------- | ---------------------------------------- | ---------------------------------- |
| Independiente           | 7       | -          | 1964, 1965, 1972, 1973, 1974, 1975, 1984 |                                    |
| Boca Juniors            | 6       | 6          | 1977, 1978, 2000, 2001, 2003, 2007       | 1963, 1979, 2004, 2012, 2018, 2023 |
| Peñarol                 | 5       | 5          | 1960, 1961, 1966, 1982, 1987             | 1962, 1965, 1970, 1983, 2011       |
| River Plate             | 4       | 3          | 1986, 1996, 2015, 2018                   | 1966, 1976, 2019                   |
| Estudiantes (LP)        | 4       | 1          | 1968, 1969, 1970, 2009                   | 1971                               |
| Olimpia                 | 3       | 4          | 1979, 1990, 2002                         | 1960, 1989, 1991, 2013             |
| Nacional                | 3       | 3          | 1971, 1980, 1988                         | 1964, 1967, 1969                   |
| São Paulo               | 3       | 3          | 1992, 1993, 2005                         | 1974, 1994, 2006                   |
| Palmeiras               | 3       | 3          | 1999, 2020, 2021                         | 1961, 1968, 2000                   |
| Santos                  | 3       | 2          | 1962, 1963, 2011                         | 2003, 2020                         |
| Grêmio                  | 3       | 2          | 1983, 1995, 2017                         | 1984, 2007                         |
| Flamengo                | 3       | 1          | 1981, 2019, 2022                         | 2021                               |
| Cruzeiro                | 2       | 2          | 1976, 1997                               | 1977, 2009                         |
| Internacional           | 2       | 1          | 2006, 2010                               | 1980                               |
| Atlético Nacional       | 2       | 1          | 1989, 2016                               | 1995                               |
| Colo-Colo               | 1       | 1          | 1991                                     | 1973                               |
| Atlético Mineiro        | 1       | 1          | 2013                                     | 2024                               |
| Fluminense              | 1       | 1          | 2023                                     | 2008                               |
| Racing Club             | 1       | -          | 1967                                     |                                    |
| Argentinos Juniors      | 1       | -          | 1985                                     |                                    |
| Vélez Sarsfield         | 1       | -          | 1994                                     |                                    |
| Vasco da Gama           | 1       | -          | 1998                                     |                                    |
| Once Caldas             | 1       | -          | 2004                                     |                                    |
| Liga de Quito           | 1       | -          | 2008                                     |                                    |
| Corinthians             | 1       | -          | 2012                                     |                                    |
| San Lorenzo             | 1       | -          | 2014                                     |                                    |
| Botafogo                | 1       | -          | 2024                                     |                                    |
| América de Cali         | -       | 4          |                                          | 1985, 1986, 1987, 1996             |
| Cobreloa                | -       | 2          |                                          | 1981, 1982                         |
| Newell's Old Boys       | -       | 2          |                                          | 1988, 1992                         |
| Barcelona               | -       | 2          |                                          | 1990, 1998                         |
| Deportivo Cali          | -       | 2          |                                          | 1978, 1999                         |
| Athletico Paranaense    | -       | 2          |                                          | 2005, 2022                         |
| Universitario           | -       | 1          |                                          | 1972                               |
| Unión Española          | -       | 1          |                                          | 1975                               |
| Universidad Católica    | -       | 1          |                                          | 1993                               |
| Sporting Cristal        | -       | 1          |                                          | 1997                               |
| Cruz Azul               | -       | 1          |                                          | 2001                               |
| São Caetano             | -       | 1          |                                          | 2002                               |
| Guadalajara             | -       | 1          |                                          | 2010                               |
| Nacional                | -       | 1          |                                          | 2014                               |
| Tigres UANL             | -       | 1          |                                          | 2015                               |
| Independiente del Valle | -       | 1          |                                          | 2016                               |
| Lanús                   | -       | 1          |                                          | 2017                               |